# Regalier

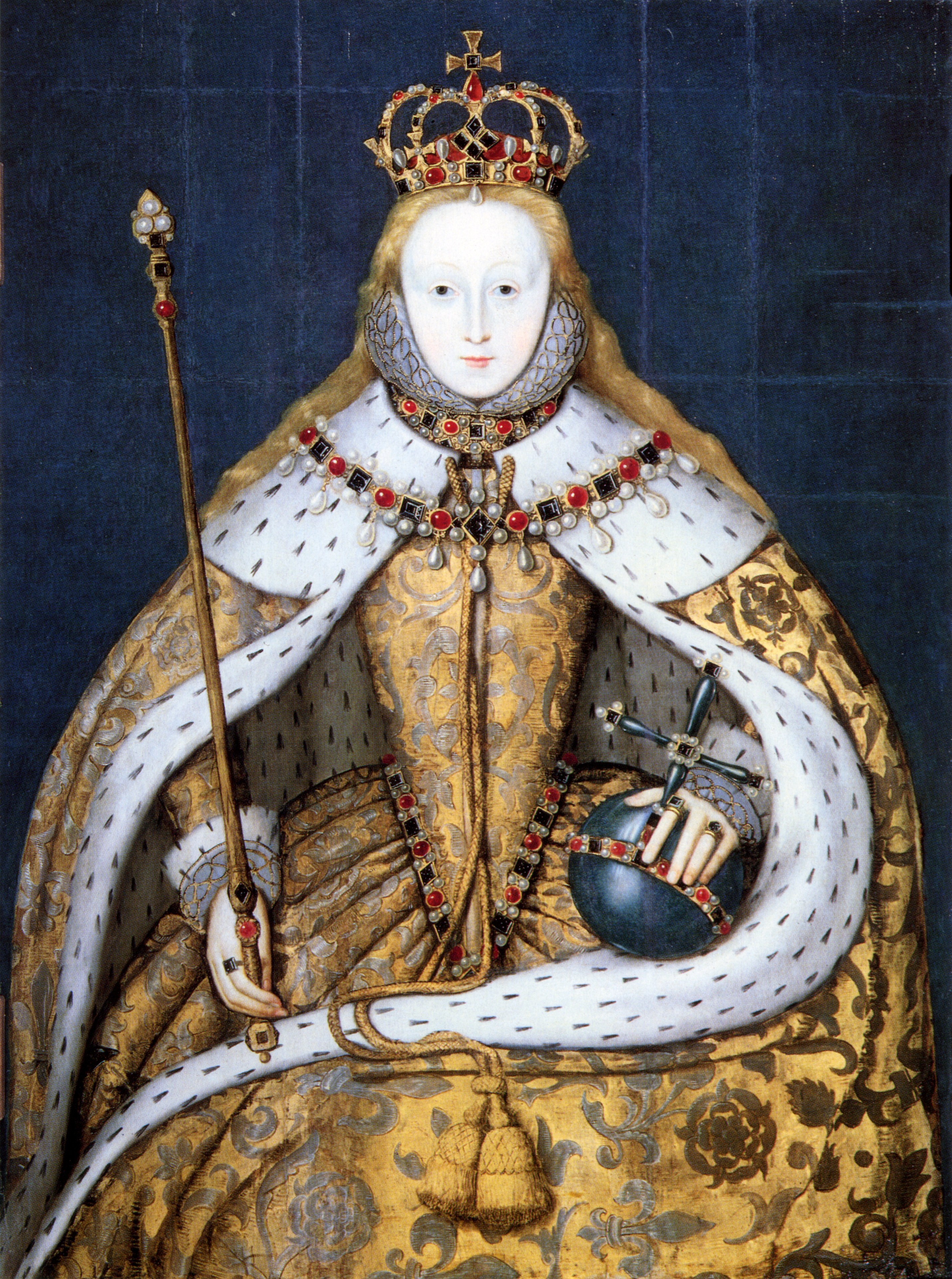
Elisabet I i kröningsdräkt. Regalierna symboliserar hennes regale: kronan, spiran och riksäpplet hennes höghetsrättigheter, hermelinsbrämen jaktregale, det importerade tyget handelsregale, metallerna och ädelstenarna bergsregale.

Regalier (av latinets regalis, 'kunglig') är olika slags värdighetstecken för kungar eller andra bärare av hög rang. Detta innefattar olika typer av symboler och tecken som används för att utmärka en bärares rang, ämbete eller funktion (jämför regale).
Regalier används framför allt i ceremoniella sammanhang, till exempel vid sammankomster i ordenssällskap. En variant av regalier är riksregalier, vilka är sådana värdigstecken som är i statlig ägo. Riksregalier i form av ädelstenar eller juveler kan benämnas kronjuveler.